# Villers-lès-Luxeuil
Villers-lès-Luxeuil là một xã ở tỉnh Haute-Saône trong vùng Franche-Comté phía đông Pháp. Xã có diện tích 9,1 km², dân số năm 2006 là 362 người. Khu vực này có độ cao từ 253-395 mét trên mực nước biển.